# 2025年马来西亚
2020年代马来西亚: 2020年马来西亚 / 2021年马来西亚 / 2022年马来西亚 / 2023年马来西亚 / 2024年马来西亚 / 2025年马来西亚 / 2026年马来西亚 / 2027年马来西亚 / 2028年马来西亚 / 2029年马来西亚
2025年是马来西亚独立日为68年，马来西亚日为62年。

## 領導人

### 國家領導
- 最高元首:苏丹依布拉欣·依斯迈
- 副最高元首:苏丹纳兹林沙
- 首相:安华·依布拉欣
- 副首相:阿末扎希和法迪拉·尤索夫

### 州\邦 領導

#### 彭亨
- 苏丹:苏丹阿都拉
- 州務大臣:旺罗斯迪

#### 霹靂
- 苏丹:苏丹纳兹林沙
- 州务大臣:沙拉尼莫哈末

#### 柔佛
- 苏丹:苏丹依布拉欣·依斯迈
- 州務大臣:翁哈菲兹

#### 吉打
- 苏丹:苏丹沙烈胡丁
- 州務大臣:莫哈末沙努西

#### 吉兰丹
- 苏丹:苏丹莫哈末五世
- 州務大臣:莫哈末纳苏鲁丁

#### 雪蘭莪
- 苏丹:苏丹沙拉弗丁
- 州務大臣:阿米鲁丁沙利

#### 森美蘭
- 嚴端:端姑慕力兹
- 州务大臣:阿敏努丁·哈仑

#### 玻璃市
- 拉惹:端姑赛西拉祖丁
- 州务大臣:莫哈末苏克里·南利

#### 登嘉樓
- 苏丹:端姑米占再纳阿比丁
- 州务大臣:阿末山苏里·莫达

#### 马六甲
- 州元首:莫哈末阿里
- 首席部長:阿都拉勿

#### 檳城
- 州元首:阿末弗兹 → 南利岳达利
- 首席部長:曹觀友

#### 沙巴
- 州元首:慕沙阿曼
- 首席部长:哈芝芝·诺

#### 砂拉越
- 州元首:旺朱乃迪
- 總理:阿邦佐哈里

## 大事紀

### 1月
- 1月1日：慕沙阿曼在亚庇斯里京那巴鲁州元首府宣誓就任沙巴州元首。[1]

### 2月
- 2月2日；内政部旗下的大馬邊境管制與保護局（AKPS）成立，並成為國家的單一邊境管制執法機構。[2]

### 4月
- 4月7日：受美國總統唐納德·特朗普推動的大規模關稅政策影響，富時吉隆坡綜合指數大幅下跌4.19%，跌至16個月以來的最低點。[3]
- 4月15日：政府為前首相阿都拉·巴达威举行国葬仪式，安葬于国家清真寺英雄墓园。[4]
- 4月16日：《星洲日报》和《光华日报》因刊登或发布缺少新月标志的国旗而引发争议[5]。隨後，内政部援引《徽章及名字（防范不当用途）法令》和《印刷与出版法令》對涉案報社展开调查。[6][7]
- 4月26日：2025年亚亦君令补选。國陣巫統候選人莫哈末尤斯里以11,065張得票成功當選新任亚亦君令州议员。[8]

### 5月
- 5月1日：南利岳达利宣誓就任槟城州元首。[9]

### 6月
- 6月9日：霹雳州宜力发生严重巴士事故，一辆载有苏丹依德里斯教育大学学生的巴士追撞休旅车后翻覆，造成15人死亡，27人受伤。[10]
- 6月20日：前首相纳吉·阿都拉萨的SRC国际公司2700万令吉洗钱案获高庭宣判“释放但不等同无罪”（DNAA）裁决[11]。

### 7月
- 7月10日：在位最长的前首相马哈迪·莫哈末迎来100岁生日[12]。
- 7月26日：国盟推行「拯救马来西亚集会：推倒安华」示威集會，至少有18,000人參與。

### 8月
- 8月1日：馬來西亞民航局（CAAM）與馬來西亞航空委員會（MAVCOM）於2025年8月1日起合併，成立單一航空監管機構。[13]

## 教育

### 3月
- 24日：根據马来西亚教育部最新的校服规定，从2025年4月21日起，所有在教育部管辖下的教育机构的学生必须在校服上佩戴輝煌條紋国旗徽章。[14]

## 體育

### 1月
- 7日：2025年马来西亚羽毛球公开赛于1月7日至12日在吉隆坡亞通體育館举行，属于超级1000级别赛事，总奖金为145万美元。[15]

### 4月
- 26日：柔佛DT足球俱乐部在大馬杯以2-1的成績勝斯里彭亨足球俱乐部。[16]這是該會第五次獲得大馬杯冠軍。

## 災難與事故

### 3月
- 28日：受2025年缅甸实皆地震的影響，半島多州的居民明顯可感受到餘震。馬來西亞氣象局表示，這些餘震并不會導致海嘯的風險。[17]

### 4月
- 1日 ：發生2025年布特拉高原天然气爆事故。雪蘭莪州布特拉高原的國油燃气管道发生爆炸,引发大火。影响约500米范围内的区域。事件造成145人受傷, 190间房屋与159辆交通工具被炸毀。[18][19][20]

## 逝世

### 1月
- 19日：拿督莫哈末韩山（英语：Mohamad Hamsan Awang Supain），政治人物，沙巴州议会双溪西埔架州议员[21]。
- 20日：拿督威廉雅劳，政治人物，前砂拉越州鲁勃安都区国会议员，因心脏衰竭逝世，享年74岁[22][23]。
- 27日：拿督莫哈末道兰，政治人物，前吉打州议会武吉拉雅、多皆州议员。

### 2月
- 22日：希山沙鲁丁，政治人物，霹雳州议会亚亦君令州议员[24]。

### 3月
- 14日： 圣大卫中学学生Dexter在排球训练后晕倒，送院后不治身亡。[25]

### 4月
- 14日：敦阿都拉·阿末·巴达威，馬來西亞第五任首相。[26]